# Hoàng Tích Trý
Hoàng Tích Trý (hay còn được viết là Hoàng Tích Trí) (5 tháng 8 năm 1903 - 21 tháng 11 năm 1958) là giáo sư, bác sĩ vi trùng học và là Bộ trưởng Bộ Y tế Việt Nam trong những năm 1946-1958.

## Tiểu sử
Ông sinh năm 1903, quê tại làng Đông Ngạc, huyện Từ Liêm (nay là phường Đông Ngạc, quận Bắc Từ Liêm), Hà Nội, trong một gia đình có truyền thống khoa bảng. Cha ông đã từng tham gia phong trào Đông Kinh Nghĩa Thục. Ông đi du học và tốt nghiệp bác sĩ y khoa vào năm 1932.
Trở về nước ngay sau đó, ông về làm việc tại Viện Pasteur Hà Nội (nay là Viện Vệ sinh Dịch tễ Trung ương), tham gia nghiên cứu điều trị các bệnh sốt rét cơn, thương hàn, lỵ, giang mai, dại... là các bệnh phổ biến ở Việt Nam lúc bấy giờ. Ông là trưởng Phòng thí nghiệm và Chủ nhiệm khoa tại Viện Pasteur những năm 1935-1945, và là Hội viên những nhà Vi trùng học Paris và Phó hội trưởng Hiệp hội các bác sĩ và dược sĩ Đông Dương.
Sau Cách mạng tháng 8, ông tham gia Chính phủ lâm thời với cương vị Thứ trưởng Bộ Y tế (Bộ trưởng là bác sĩ Phạm Ngọc Thạch), là Giám đốc Viện Vi trùng học Việt Nam (Viện Pasteur cũ) (1945-1954), quyền giáo sư Đại học Y-Dược-Nha Việt Nam và Đại biểu Quốc hội khóa I. Sau khi bác sĩ Phạm Ngọc Thạch vào công tác miền Nam và ông Trương Đình Tri, Bộ trưởng Bộ trưởng Bộ Xã hội - Y tế - Cứu tế và Lao động Chính phủ liên hiệp lâm thời bãi nhiệm, ông chính thức được cử Bộ trưởng Bộ Y tế của Chính phủ vào tháng 11 năm 1946.
Sau khi kháng chiến chống Pháp bùng nổ, ông rút về làng Đông Ngạc rồi chuyển lên chiến khu Việt Bắc. Viện Vi trùng học Việt Nam cũng chia thành hai bộ phận trong đó một bộ phận cùng ông lên chiến khu Việt Bắc (sau này sáp nhập lại vào năm 1952). Trong những năm kháng chiến, ông cùng Bộ Y tế chỉ đạo xây dựng mạng lưới y tế nhân dân, phối hợp cùng với quân y tham gia cấp cứu, phòng dịch ngoài mặt trận, đồng thời xây dựng cán bộ y bác sĩ tại các trường y. Ông cũng trực tiếp chỉ đạo Viện Vi trùng học nghiên cứu và chế tạo thành công vắc xin phòng các bệnh thương hàn, tả, đậu mùa, dại.
Sau khi trở về Hà Nội vào ngày 10 tháng 10 năm 1954, ông tiếp tục giữ chức Bộ trưởng Bộ Y tế, đồng thời làm Trưởng Bộ môn Vi sinh vật và là một trong 12 giáo sư chính thức đầu tiên của Đại học Y Hà Nội. Ông mất vào ngày 21 tháng 11 năm 1958 vì lên cơn đau tim đột ngột. Giáo sư Hoàng Tích Trý được chôn cất tại làng Đông Ngạc, quê hương ông.
Tên ông đã được đặt cho một con đường ở phường Kim Liên, quận Đống Đa, Hà Nội.

## Gia đình
Em trai ông là GS.BS Hoàng Tích Mịnh, sau này từng làm Viện trưởng Viện Vi trùng học (1954-1955) thay cho ông. 
Ông có bốn người con trai là giáo sư Hoàng Thủy Nguyên, Hoàng Thủy Long, Kỹ sư Hoàng Thủy Lạc Tổng Giám đốc Tổng công ty Thiết bị y tế Việt Nam, Hoàng Thủy Tiến Phó Cục trưởng Cục An toàn Vệ sinh thực phẩm - Bộ Y tế, tất cả đều hoạt động trong lĩnh vực y tế. Giáo sư Hoàng Thủy Nguyên, Hoàng Thủy Long cũng từng giữ chức Viện trưởng Viện Vệ sinh Dịch tễ Trung ương và cả hai là Anh hùng lao động thời đổi mới. 
Giáo sư Hoàng Tích Mịnh và Hoàng Thủy Nguyên sau này đều được trao tặng Giải thưởng Hồ Chí Minh trong lĩnh vực y - dược.
Vợ ông là bà Vũ Vân Nghiễn, em gái của Nhà Văn Vũ Ngọc Phan. Giáo sư Hoàng Tích Mịch lấy bà Vũ Thanh Tâm là em gái bà Nghiễn.
Cháu ông là Hoàng Diễm Huyền, chuyên gia truyền thông y tế, tác giả của Chiến dịch phòng chống dịch COVID-19 "Ghen Cô Vy".